# John Wilkinson
John Wilkinson (Clifton, 1728 – Londra, 1808) è stato un ingegnere inglese.
Figlio del grande ingegnere e proprietario terriero Isaac Wilkinson e fratello del fisico George, fu tra i pionieri nella costruzione di macchine utensili e altoforni e attivo costruttore di ponti.
Particolare interesse fu da lui rivolto nella lavorazione metallurgica e di fonderia, che spesso sovvenzionò con il patrimonio ereditato dal ricco padre. È considerato, con Thomas Tredgold e Abraham Darby III, uno dei maggiori tecnologi vissuti tra '700 e '800.